# Les Sims Online
Les Sims Online, aussi connu sous le nom de EA-Land est un jeu en ligne massivement multijoueur (MMO) développé par Maxis pour Microsoft Windows. Spin-off de la franchise Les Sims, il a été publié par Electronic Arts et est sorti en décembre 2002. EA a annoncé que le jeu cesserait toute activité le 1er août 2008.

## Système de jeu
Dans le jeu, trois villes ont des règles spéciales :
- Dragon's Cove est connu comme la plus difficile. Par exemple, un Sim perd de l'énergie lorsqu'il voyage sur de longues distances. De plus, les coûts des items a doublé.
- Betaville est une ville créée dans le but de tester de nouvelles fonctionnalités. Le joueur a par exemple la possibilité de créer une famille jusqu'à quatre adultes ou de paramétrer le libre-arbitre.
- Test Center est la ville où les Sims ne peuvent pas sortir.

### Compétences
L'obtention de points de compétence est un aspect important du gameplay. Cela permet de recevoir plus d'argent, de payer des objets et de gagner des promotions dans les carrières. Il est possible d'interagir avec d'autres joueurs. Une compétence peut être augmenté rapidement lorsque plusieurs Sims sont présents dans le lot et travaillent la même compétence simultanément.
Le jeu possède six compétences de base : la mécanique, la cuisine, le charisme,  le sport, la créativité et la logique. Le niveau de compétence varie de 0 à 20.

### Jouabilité
Il y avait quatre emplois disponibles dans cet opus : restaurateur, ouvrier dans une usine de robot, DJ, et danseur.
Les jobs n'offrent pas un salaire élevé, obligeant de nombreux joueurs à rechercher d'autres sources de revenu. La méthode la plus populaire reste l'ouverture d'une boutique, offrant des services à des utilisateurs tels que la nourriture ou le logement.

### Économie
Ce nouvel opus simule une véritable économie de travail, entièrement géré par les joueurs. Le marché du jeu le plus attractif est celui de l'immobilier : les joueurs achètent, vendent et louent des biens à d'autres joueurs. Toutefois, de nombreux joueurs font face à des problèmes de sécurité tels que des arnaques.

## Fermeture
En avril 2008, quatre semaines après qu'EA-Land ait été lancé, il a été annoncé que le 1er août de la même année le jeu serait fermé. Maxis a déclaré que l'équipe de développement serait de passer à d'autres projets.
EA a exprimé sa déception des ventes par rapport à la durée de vie du jeu. L'une des principales critiques du jeu a été l'incapacité de créer des contenus personnalisés. Les Sims Online a été largement considéré comme un échec de la tentative de portage vers un MMO.
La décision d'arrêter si rapidement après le re-branding a mené à la spéculation que la fermeture était prévue avant la mise à jour dans le but d'atténuer les dommages causés par le nom et la marque Les Sims Online.

## Accueil

### Critique
Les Sims Online a généralement reçu des critiques mitigées des magazines et de sites web.

### Récompenses
- E3 Game Critics Awards 2002 : Meilleur jeu de simulation
- AAI 2002 : Meilleur MMO

## Postérité
Les Sims : Bustin' Out présentait un gameplay très similaire permettant de jouer en ligne sur PlayStation 2 et de discuter avec un clavier USB. Ce jeu s'est arrêté le même jour que Les Sims Online, le 1er août 2008. En 2008, les développeurs ont créé et lancé un nouveau jeu appelé TirNua, basé sur un navigateur. Le jeu fonctionne toujours à ce jour. MySims permettait aussi de jouer en ligne. Toutefois, le serveur a été arrêté le 26 novembre 2011.
Très semblable à ce jeu, The Sims Social est sorti le 9 août 2011, exclusivement sur Facebook. Il a permis aux joueurs de jouer avec des amis, chatter et envoyer des articles. Electronic Arts et Maxis arrêtent le jeu le 14 juin 2013 en raison d'une apparente indifférence des joueurs.
Le 6 janvier 2017, un fan-made relance de Les Sims Online, FreeSO, et a été publié dans un "open beta". À compter du 1er septembre 2017, la majorité des fonctions du jeu original ont été restaurés, incluant également un mode 3D avec des mises à jour continuelles promises.